# 波梅里亚 (南卡罗来纳州)
波梅里亚（英文：Pomaria），是美国南卡罗来纳州下属的一座城市。城市类型是“Town”。其面积大约为1.05平方英里（2.71平方公里）。根据2010年美国人口普查，该市有人口179人，人口密度约为每平方 英里170.96人（约合每平方公里66.01人）。